# Tsubasa
Tsubasa  è un nome proprio di persona giapponese maschile e femminile.

## Origine e diffusione
Il nome deriva generalmente dal kanji giapponese 翼 (tsubasa), con il significato di "ali", ma può anche essere ricondotto ad altri kanji (o combinazioni di kanji) aventi la medesima pronuncia.

## Onomastico
Non ci sono santi con questo nome, che è quindi adespota: l'onomastico può essere festeggiato il 1º novembre ad Ognissanti.

## Persone

### Femminile
- Tsubasa Honda, attrice e modella giapponese
- Tsubasa Yamaguchi, fumettista giapponese

### Maschile
- Tsubasa Endō, calciatore giapponese
- Tsubasa Nishi, calciatore giapponese

## Il nome nelle arti
- Tsubasa Ozora, protagonista del manga e anime Capitan Tsubasa, noto in Italia anche come Holly e Benji
- Tsubasa Kurenai, personaggio del manga Ranma ½